# Нижние Котлы
Ни́жние Котлы́ — бывшая деревня, вошедшая в состав Москвы в 1932 году. Располагалась на территории современного района Нагорный в Южном округе.

## История

### Первые упоминания

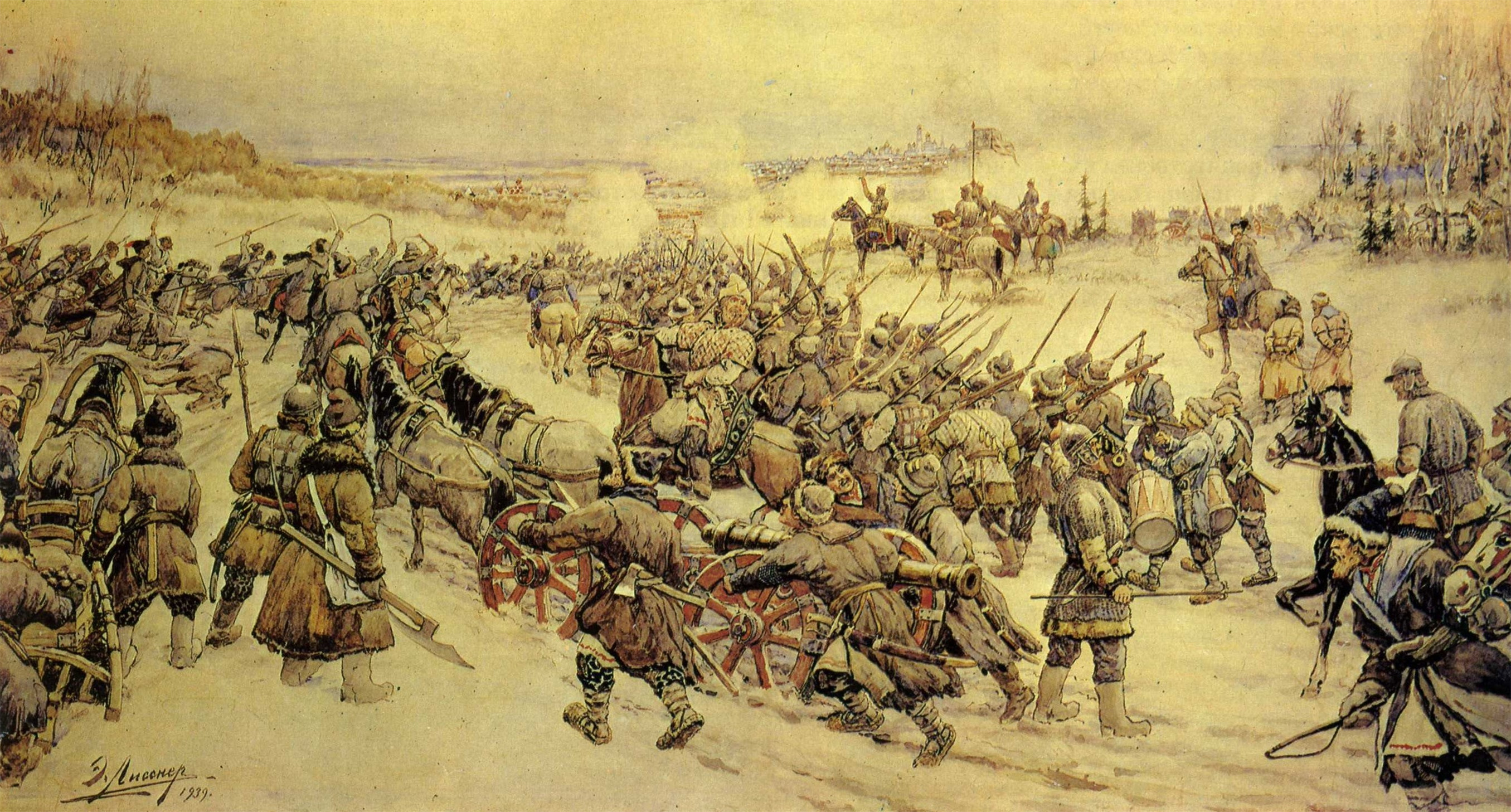
Эрнест Лисснер «Начало боя крестьянской армии Болотникова с царскими войсками у Нижних Котлов под Москвой»

Первые сведения о Нижних Котлах относятся ко второй половине XVII века. Деревня возникла на дворцовых землях Коломенской волости на Большой Серпуховской дороге, ведшей в южные регионы страны. Такое положение было выгодно в силу интенсивного торгового движения по ней. На тот момент в деревне насчитывалось 12 дворов.

### Нижние Котлы в XVIII—XIX веках
В Дворцовом ведомстве она оставалась на протяжении почти двух веков и в 1797 году значилась в Коломенском приказе Цельного ведомства.
В 1775 году во время празднования Кючук-Кайнарджийского мира с Турцией для встречи армии победителя фельдмаршала П. А. Румянцева на Серпуховской дороге были выстроены триумфальные арки. Одна из них располагалась возле Нижних Котлов.
В середине XIX века в деревне значилось 32 двора, в которых проживали 127 мужчин и 135 женщин. Условия отмены крепостного права в 1861 году в Нижних Котлах были достаточно типичными для ближайшего Подмосковья, и крестьянам необходимо было ещё долгие годы выплачивать по 3 рубля 68 копеек выкупных платежей с каждой ревизской души за свой земельный надел. Благодаря тому, что селение находилось на Серпуховской дороге, крестьяне активно продолжали заниматься извозом. Однако последовавшая вскоре постройка Курской железной дороги нанесла серьёзный удар по этому виду деятельности, в итоге для местных крестьян источником доходов стал дачный промысел.
Среди здешних дачников встречались и знаменитости, так с 1891 года, отстроив, по его собственному выражению, «избушку на курьих ножках», обитателем Нижних Котлов стал художник В. В. Верещагин (1842—1904), проживший здесь последние годы своей жизни.

### Нижние Котлы в конце XIX — начале XX веков

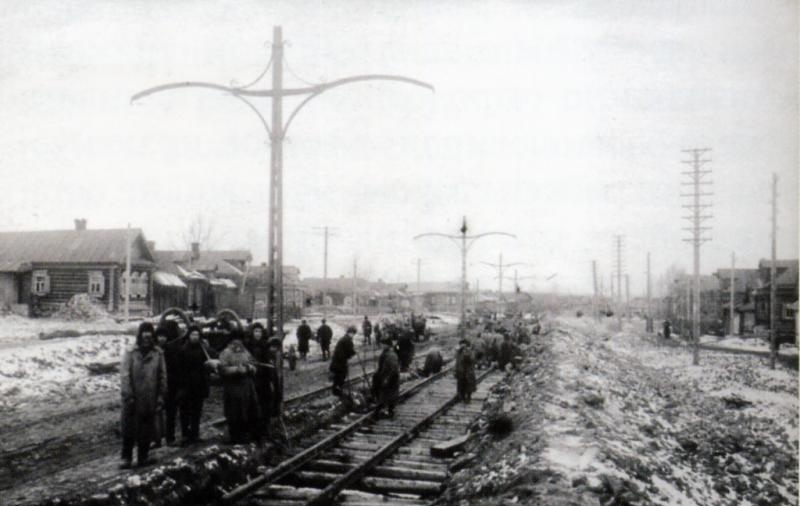
Укладка рельсов трамвайной линии через Нижние Котлы

Но дачный промысел здесь развивался недолго. На рубеже XIX—XX веков город активно наступал на соседние пригородные селения. В этих условиях крестьяне предпочитают не заниматься сельским хозяйством, а с выгодой продать свои участки под строительство заводов и фабрик. В 1898 году в районе Нижних Котлов строится кирпичный завод Торгового дома Помеловых, в 1903 году — лако-красильные фабрики М. Залеткиной и И. Гвоздева, позже открывается кожевенно-сыромятная фабрика Зайцева и хлопкоотбельная фабрика К. Вебера, на базе которой позднее была устроена химико-фармацевтическая фабрика «Товарищества В. К. Феррейн». Образовалась обширная промышленная зона, а рядом с ней Нижнекотловская слобода.
В конце XIX — начале XX веков здешние места приобрели недобрую славу. Близость к Москве и в то же время неподведомственность территории московской полиции, отсутствие освещения в тёмное время, наличие обширной системы пещер, образовавшихся при разработке гравия для подсыпки Серпуховского шоссе, где можно было легко укрыться, множество трактиров способствовали скоплению здесь различных криминальных элементов. Они отдыхали тут после своих «тёмных» московских дел и грабили одиноких прохожих и проезжих. Только в 1906 году, числясь в Московском уезде, Нижние Котлы частично перешли в ведение московской полиции.
В 1932 году Нижние Котлы вошли в состав города. Память о деревне сохранена в названии платформы «Нижние Котлы». (до 2020 г.)